# Artur Stefanowicz
Artur Stefanowicz – polski śpiewak operowy (kontratenor) i pedagog.

## Życiorys
Absolwent Akademii Muzycznej im. Fryderyka Chopina w Warszawie (1991, klasa prof. Jerzego Artysza). Prof. dr hab. (2021), zatrudniony na stanowisku profesora UMFC. Prowadzi tam klasę śpiewu solowego. Od 2017 jest kierownikiem muzycznym w Instytucie Opery.
Laureat międzynarodowych konkursów wokalnych. Występował w takich teatrach operowych jak: English National Opera w Londynie, Deutsche Staatsoper, Komische Oper w Berlinie, New York City Opera, Opéra Comique Theatre des Champs Elyses, Theatre du Chatelet w Paryżu, De Nederlandsee Opera w Amsterdamie, Opera National du Rhin w Strasbourgu, Florida Grad Opera w Miami, Opera w Marsylii, Teatro Liceo w Salamance, Teatro Arriaga w Bilbao,  Teatr Wielki – Opera Narodowa w Warszawie oraz na takich festiwalach jak: Glyndebourne Opera Festival, Halle (Händel Festpiele Halle), Bayreuther Barock Festpiele,  Festiwal Muzyki Dawnej w Innsbrucku,  Festiwal w Boaune, festiwal muzyczny w Aix-en-Provence, Londynie, Zurichu, Palermo, Montreux Vevey, South Bank Early Music Festival,  Wratislavia Cantans, w takich salach koncertowych jak Concertgebough w Amsterdamie, Royal Festival Hall w Londynie, Filharmonia w Berlinie, Philharmonie am Geistag w Monachium, Cite de la Muisque w Paryżu, Filharmonie w Warszawie, Dublinie, Winnipeg, i z takimi orkiestrami jak: Les Arts Florissants, Orchestre Age of the Enlightenment, Akademie für Alte Music, Il Fondamento, Concerto Italiano, Capella Savaria, Collegium Instrumentale Brugense, Orkiestra Teatru La Fenice, Sinfonia Varsovia, Berliner Symphoniker, Orkiestra Filharmonii Narodowej w Warszawie, NOSPR.
Pracował z takimi dyrygentami jak: Karol Teutsch, Leopold Hager, Philippe Entremont, Rudolf Bibl, Zdenek Kosler, Frieder Bernius, Christophe Coin, Paul Dombrecht, Patrick Peire, William Christie, Roy Goodman, Noel Davies, Sir Charles Mackerras, Harry Bicket, Peter Eötvös, Gennadi Rozhdestvensky, René Jacobs, Philip Pickett, Massimo Zanetti, Michael Hofstetter, Rinaldo Allessandrini, Andrey Boreyko.
Zajmuje się również reżyserowaniem spektakli operowych: m.in. Juliusz Cezar Händla w Teatrze Wielkim w Łodzi.

## Nagrania
Nagrał ponad 20 płyt, m.in. dla Polskich Nagrań arie operowe Mozarta (z Symfonią Varsovia pod dyrekcją Karola Teutscha), dla POLmusic i Elysium Records Stabat Mater Pergolesiego i Vivaldiego (z Concerto Avenna), dla BMG/Arte Nova Classics partię Orłowskiego w Zemście nietoperza (z Mörbisch Seefestspiele), dla PolyGram Polska partię Syna w operze Pokój Saren Skrzeka/Majewskiego, dla Erato Vespro della Beata Vergine Monteverdiego (z Les Arts Florissants pod dyrekcją Williama Christie), dla Eufoda Kantaty Bacha i Schütza (z Collegium Instrumentale Bruggense pod dyrekcją Patricka Peire), dla Koch Classics i Festiwalu Wratislavia Cantans kantaty Vivaldiego i Haendla (live z recitalu), dla Hungarotonu partię tytułową w nowo odkrytej operze A. Vivaldiego Tigrane. Ponadto przedstawienie Rodelindy na Festiwalu Operowym w Glyndebourne z udziałem Artura Stefanowicza zostało nagrane na video dla Warner Music Vision.

## Wybrane partie operowe
- Arsamenes (Xerxes, Händel)
- Ascanio (Ascanio in Alba, Mozart)
- Baba Turek (Żywot rozpustnika, Strawiński)
- Orfeusz (Orfeusz i Eurydyka, Gluck)
- Ottone (Koronacja Poppei, Monteverdi)[4]
- Juliusz Cesar (Giulio Cesare, Händel)
- Ptolomeo (Giulio Cesare, Händel)
- Tamerlano (Tamerlano, Händel)
- Polinesso (Ariodante, Händel)
- Ottone (Teseo, Händel)
- Farnace (Mitridate Re di Ponto, Mozart)
- Apollo (Apollo et Hyacinthus, Mozart)
- Ottone (Agrippina, Händel)
- Didimus (Theodora, Händel)
- Ottone (Griselda, Scarlatti)
- Domitiano (Il Tito, Cest)
- Orlando (Orlando, Händel)
- Telemaco (Il ritorno di Ulisse, Monteverdi)
- Tigrane (Tigrane, Vivaldi)
- Unulfo (Rodelinda, Händel)
- Bertarido (Rodelinda, Händel)
- Shamsi (Gassir the hiro, Loevendie)
- Syn (Pokój Saren, Skrzek/Majewski)

## Nagrody
- 1990: Międzynarodowy Mozartowski Konkurs Wokalny w Wiedniu - I nagroda im. Venanzio Rauzinniego[7]
- 1991: Międzynarodowy Konkurs Wokalny w ’s-Hertogenbosch - II nagroda[8]